# Longrita findal
Longrita findal is een spinnensoort uit de familie Trochanteriidae. De soort komt voor in West-Australië.